# Casa de Saúde Stella Maris
A Casa de Saúde Stella Maris é um hospital localizado na cidade de Caraguatatuba, que sob gerência de missionárias, realiza vários tipos de atendimentos como cirurgias em geral, exames, atendimento de especialistas, entre outros.
A Casa de Saúde recebe recursos do SUS (Sistema Único de Saúde) e de convênios.
De propriedade do Instituto das Pequenas Missionárias de Maria Imaculada, o hospital foi fundado por Madre Maria Teresa em 24/05/1952.

## Tipos de atendimento[3]
- Cirurgia Geral;
- Cirurgia Plástica;
- Cardiologia;
- Neurocirurgia;
- Ginecologia;
- Pediatria;
- Oftalmologia;
- Neurologia;
- Anatomia Patológica;
- Laboratório de Análises Clínicas;
- Radiologia Convencional;
- Ultra-sonografia;
- Mamografia;
- Urologia.